# Симфонічна музика
Симфоні́чна музика — музична творчість, що охоплює різні види і форми творів, написаних для симфонічних оркестрів: симфоній, симфонічних поем, концертів для інструментів соло і оркестрів, сюїтів, увертюр та ін.

## Історія
Походження симфонічної музики ведеться з античності, коли дівчата граючи на арфах складали музично емоційні і красиві мелодії. Під час епохи відродження симфонічна музика стала змінюватися і набувати в собі нові відтінки і нові інструменти для виконання. У середньовіччі і античності  симфонії виконувалися великими групами, але музика була більш грубою і недопрацьованою. Головне завдання симфонічної музики передати емоційний стан і послання автора до слухачів. Саме тому коло використовуваних інструментів досить широке,  це дозволяє передати  буйство фарб і стан переданої картини в музиці. Існують різні види симфонічної музики. До них відноситься такі жанри як: симфонієти, увертюри, оперети, сюїти, варіації тощо. Зазвичай автори пишуть симфонічну музику для певного оркестру. Наприклад, Алан Хованесс писав симфонії  для духових і струнних оркестрів. Батист Кардон писав симфонічні концерти тільки для арфи і струнних квартетів.
В Україні перші симфонічні твори з'явилися в кінці XVIII століття («Симфонія до мажор» М. Березовського, «Концертна симфонія» Д. Бортнянського, «Українська симфонія» невідомого автора). У XIX ст. постали оркестрові увертюри М. Вербицького, симфонія і фантазія М. Лисенка, симфонія М. Колачевського (1876), симфонія і фантазії В. Сокальського. Значного розвитку українська симфонічна музика досягла у XX столітті. Її визначніші представники: Л. Ревуцький, Б. Лятошинський, В. Косенко, П. Сениця, С. Людкевич, М. Колесса, Р. Сімович, А. Рудницький, К. Данькевич, Д. Клєбанов, А. Штогаренко, К. Долінчен, Г. Майборода, М. Дремлюга, В. Губаренко, Л. Колодуб, В. Сильвестров, Є. Станкович, І. Карабиць.

## Жанри симфонічної музики
- симфонії,
- симфонієти,
- увертюри (в тому числі – оперні),
- сюїти (в тому числі – балетні),
- концерти,
- симфонічні поеми,
- фантазії,
- рапсодії,
- легенди,
- капричіо,
- скерцо,
- симфонічні танці[1]